# M6 (canal de televisió)
M6 és una cadena de televisió generalista privada de França. Emet en obert a nivell nacional des de la seva creació l'any 1987, substituint en la seva freqüència al canal musical TV6, i forma part d'un grup multimèdia, Groupe M6, que s'encarrega d'aquest i altres canals presents en diferents plataformes.

## Història

### Orígens
El seu origen es troba en l'interès de  Compagnie Luxembourgeoise de Télédiffusion per aconseguir una concessió nacional per emetre televisió a França. El grup CLT ja emetia des de 1955 el canal francòfon  RTL Télévision, que podia veure's en algunes regions frontereres amb Luxemburg, i després del llançament via satèl·lit de RTL Television per al mercat alemany, les seves pretensions van passar per aconseguir entrar al mercat francès. Quan es va reformar la Llei Audiovisual francesa, CLT es va presentar al concurs per aconseguir una concessió a nivell nacional de televisió privada, impulsat el 1985 per François Mitterrand. No obstant això no ho va aconseguir, ja que les dues cadenes que van aconseguir la concessió van ser La Cinq i  TV6.
Després d'aquesta decisió, CLT va decidir impugnar el concurs. La seva reclamació va ser atesa mesos després del canvi de govern, amb un nou gabinet amb Jacques Chirac com a primer ministre; aquest deroga la concessió de La Cinq i TV6, a més d'anunciar la privatització de TF1. Encara que al principi va estar previst que ocupés el lloc de La Cinq, l'arribada a aquest canal de l'empresari Robert Hersant, prop de la  RPR, va provocar que aquesta cadena mantingués la seva concessió. Per això, la CLT va passar a fer-se al febrer de 1987 amb la concessió sobre el sisè canal que fins llavors ostentava TV6, passant a emetre en la seva freqüència.

### M6 (des de 1987)
L'estrena del canal es va produir a les 11 del matí de l'1 de març de 1987 amb el nom de Métropole 6 o Métropole Télévision, amb l'aparició del director de la cadena Jean Drucker, i va apostar per oferir una programació de caràcter generalista, amb continguts i presentadors procedents de RTL Télévision. Durant els seus primers mesos, l'acollida de M6 va ser molt discreta i l'estratègia de repetir continguts de la cadena luxemburguesa va ser un fracàs, per la qual cosa al setembre de 1987 Jean Stock, director de programes, va haver de fer canvis radicals. La cadena va modificar la seva imatge corporativa per un de nou amb disseny de Étienne Robial, va eliminar tot rastre de similitud amb RTL Télévision, i va apostar per una programació modesta basada en sèries, música i programes d'entreteniment. El seu eslògan en aquests anys va ser  "la petite chaîne qui monte, qui monte" (la petita cadena que puja i puja), i va mostrar un pla de consolidació a mitjà i llarg termini.
El 1992 M6 va obtenir beneficis per primera vegada en la seva història, beneficiant-se de la desaparició de La Cinq, i el 1994 entra en borsa. Durant aquest temps es consolida com a cadena nacional a França, pel fet que el nombre de competidors pel mercat publicitari es va reduir, i va lluitar pel segon lloc de la televisió privada per sota de la principal competidora, TF1.
M6 va ser la primera cadena que va introduir telerealitat a la seva programació, amb el show Loft Story el 2001, que al seu torn va ser un dels més exitosos en la història del canal. Això va provocar que TF1 signés el 2002 amb Endemol un acord d'exclusivitat a França per realitzar els seus programes, de manera que el programa va desaparèixer després de concloure la seva segona edició. Des de llavors M6 va mantenir l'estil de programació de sèries i entreteniment, però amb vocació generalista per a un públic jove. El 2006 la cadena va emetre 31 dels 64 partits del  Mundial de Futbol d'Alemanya, i durant la dècada del 2000 desenvolupa diversos projectes, com un canal de pagament conjunt amb TF1 anomenat TF6 o la creació de canals del mateix grup per a la televisió digital terrestre com W9.